# C16H9NO2
化学式C16H9NO2（摩尔质量：247.25 g/mol）可以指：
- 1-硝基芘，CAS号：5522-43-0
- 2-硝基芘，CAS号：789-07-1
- 4-硝基芘，CAS号：57835-92-4

|  | 这个同类索引页列出了具有相同分子式的化学物（即同分異構體）条目。 除非您是有意链接至本页，否则应将相应条目的内部链接指向正确的条目。 |